# The Devil Wears Prada (formație)
 The Devil Wears Prada este o trupă americană de metalcore din Dayton, Ohio, formată în 2005. The Devil Wears Prada este o trupă creștină, constituită din membrii Mike Hranica (voce), Jeremy DePoyster (chitară ritmică, voce), Mason Nagy (bas), Kyle Sipress (chitară), Jonathan Gering (clape) și Giuseppe Capolupo (tobe), toți fiind creștini. Până acum, trupa a lansat trei albume full-length, un DVD, un EP și cinci videoclipuri.

## Discografie

### Albume
| Titlu                               | Data realizării | Casa de discuri    |
| ----------------------------------- | --------------- | ------------------ |
| Dear Love: A Beautiful Discord      | 22 august, 2006 | Rise Records       |
| Plagues                             | 21 august, 2007 | Rise Records       |
| With Roots Above and Branches Below | 5 mai, 2009     | Ferret Records     |
| Dead Throne                         | 2011            | Ferret Records     |
| 8:18                                | 2013            | Roadrunner Records |
| Transit Blues                       | 2016            | Rise Records       |
| The Act                             | 2019            | Solid State        |

### EPs
- Zombie EP (2010)
- Space (2015)

### Demo-uri
| Titlu                 | Data realizării | Casa de discuri                  |
| --------------------- | --------------- | -------------------------------- |
| Patterns of a Horizon | 2005            | The Foundation Recording Studios |

### Apariții pe alte albume
| Data realizării | Titlu           | Casa de discuri  | Titlul piesei (artistul original) |
| 8 aprilie 2008  | Punk Goes Crunk | Fearless Records | "Still Fly" (Big Tymers)          |

### Videografie
- "Gauntlet of Solitude" (2006)
- "Dogs Can Grow Beards All Over" (2006)
- "Hey John, What's Your Name Again?" (21 noiembrie 2007)
- "HTML Rulez d00d" (10 iulie 2008)
- "Danger: Wildman" (2009)
- "Assistant to the Regional Manager" (2010)"Born to Lose" (2011)
- "Dead Throne" (2012)
- "Vengeance" (2012)
- "Mammoth" (2012)
- "Martyrs" (2013)
- "First Sight" (2013)
- "Sailors Prayer" (2014)
- "War" (2014)
- "Planet A" (2015)
- "Alien" (2015)
- "Daughter" (2016)"To the Key of Evergreen" (2016)
- "Worldwide" (2017)

## Membri

### Membri actuali
- Jeremy DePoyster - chitară electrică, voce
- Mike Hranica - baterie
- Mason Nagy - bas
- Kyle Sipress - chitară
- Jonathan Gering - clape
- Giuseppe Capolupo - tobe

### Foști membri
- James Baney
- Chris Rubey
- Andy Trick
- Daniel Williams